# PAL
PAL (съкр. от Phase Alternating Line – „поредова смяна на фазата“) е система за аналогова цветна телевизия. Подобни системи са SECAM и NTSC. PAL е била с поле на действие в повечето европейски държави, в това число и в България.
Системата работи на принципа на NTSC, но е с редица подобрения. Разработена е от инженера в немската компания „Telefunken“ Валтер Брух и е приета като стандарт в телевизионното разпространение през 1966 г. в Германия, Обединеното кралство и редица други страни от Западна Европа. Разпространява се и другаде, като в края на 1990-те години предавания по този стандарт са гледали зрителите в 62 страни, или 67,8% зрителите по света. Към 2002 г. системата PAL е най-разпространената в света. В следващите години обаче всички аналогови телевизионни системи постепенно се заместват от цифрови – DVB-T (Европа), ATSC (Северна Америка и Корея), ISDB (Япония и Латинска Америка).